# Initiative populaire « pour la coordination scolaire »
L'initiative populaire fédérale « pour la coordination scolaire » est une initiative populaire suisse présentée en termes généraux et approuvée par l'Assemblée fédérale le 25 septembre 1972. La modification constitutionnelle résultant de cette initiative a, quant à elle, été refusée en votation le 4 mars 1973.

## Contenu
Cette initiative, conçue en terme généraux, demande une modification des articles 27 et 27bis de la Constitution fédérale, afin d'uniformiser sur le territoire national l'âge d'entrée à l'école, le début de l'année scolaire et la durée de la scolarité, ainsi que pour favoriser la recherche. Le texte complet de l'initiative peut être consulté sur le site de la Chancellerie fédérale.

## Déroulement

### Contexte historique
Depuis le début des années 1960, les problèmes engendrés par le manque de collaboration entre les cantons en matière d'éducation sont régulièrement abordés dans le cadre politique : les inégalités dans les chances de formation supérieures sont alors citées comme résultant des différences marquées entre cantons. Dans ce but, plusieurs initiatives sont lancées en parallèle pour standardiser les pratiques. Ces différents efforts se regroupent dans la réalisation d'un concordat intercantonal sur la coordination scolaire, signé par la moitié des cantons environ au début des années 1970, qui établit pour la première fois des dispositions visant à coordonner leurs différentes législations scolaires sur plusieurs points fondamentaux.
Peu après la mise en place du concordat, plusieurs interventions parlementaires sont émises pour réviser les articles constitutionnels sur l'enseignement et l'éducation (article 27 et suivants) dans un but de renforcement de la collaboration inter-cantonale. En parallèle aux travaux fédéraux liés à ces interventions, un groupe composé de membres des jeunesses du Parti suisse des paysans, artisans et bourgeois lance cette initiative pour renforcer le rôle joué par la Confédération dans ce domaine.

### Récolte des signatures et dépôt de l'initiative
La récolte des 100 000 signatures nécessaires par le comité suisse d'initiative en faveur de la coordination scolaire s'est déroulée entre le 1er avril 1969 et le 1er septembre de la même année. Le même jour, elle a été déposée à la chancellerie fédérale qui l'a déclarée valide le 5 novembre.

### Discussions et recommandations des autorités
Dans son rapport aux Chambres fédérales, le Conseil fédéral recommande le rejet de cette initiative tout en « jugeant d'une manière positive » les buts fondamentaux poursuivis par celle-ci. Il met en particulier en avant le respect de la structure fédérative du pays dans le domaine de l'éducation qui donne aux cantons la responsabilité de l'organisation scolaire et la nécessité d'une résolution plus globale des problèmes liés à ce domaine. Le Conseil fédéral propose en contrepartie à l'Assemblée un contre-projet indirect sous la forme de deux nouveaux articles constitutionnels sur l'enseignement et sur la recherche.
Le Parlement va, de son côté, accepter l'initiative, constater que celle-ci « est réalisée par le projet d'article constitutionnel sur l'enseignement » et donc la classer comme complète.

## Effets
Comme toute modification de la Constitution, la modification des articles sur l'enseignement votée par le Parlement sera soumise à la votation populaire. Cette votation, qui se déroule le 6 octobre 1972, résulte sur un refus populaire de cette modification par 52,8 % des votants.